# Menosoma longita
Menosoma longita är en insektsart som beskrevs av Cheng 1980. Menosoma longita ingår i släktet Menosoma och familjen dvärgstritar. Inga underarter finns listade i Catalogue of Life.